# Tølløse Privat- og Efterskole
Tølløse Privat- og Efterskole er en blandet skole med både en privatskoleafdeling og en efterskoleafdeling, som ligger i Tølløse i Holbæk Kommune.  
Privatskolen er for 7.-10. klasse, og efterskolen er for 9. og 10. klasser. Efterskolen har fire linjer: Sport, musik, dans og teater.
Skolen blev bygget i 1928 som højskole og eksamensskole for voksne. Det var Baptistkirken i Danmark, der byggede skolen.
I dag er skolen en selvejende institution med to skoleafdelinger: Efterskolen med 140 elever i 10. og 9. klasse og Privatskolen, som er dagskole med 240 elever (7 - 10 kl.) fra Tølløse og omegn. Skolens værdigrundlag er det samme som i 1928.